# Growing Up in Public
Growing Up in Public es el décimo álbum de Lou Reed, lanzado por Arista Records en 1980.
Las once canciones fueron compuestas por Reed con el teclista de su banda de apoyo: Michael Fonfara, quien también colaboró como coproductor del disco.
El álbum pasó en cierto modo inadvertido en su día, aunque ha sido revalorado con el paso de los años.

## Lista de canciones
1. "How Do You Speak to an Angel?" – 4:08
2. "My Old Man" – 3:15
3. "Keep Away" – 3:31
4. "Growing Up in Public" – 3:00
5. "Standing on Ceremony" – 3:32
6. "So Alone" – 4:05
7. "Love Is Here to Stay" – 3:10
8. "The Power of Positive Drinking" – 2:13
9. "Smiles" – 2:44
10. "Think It Over" – 3:25
11. "Teach the Gifted Children" – 3:20